# Hybomys univittatus
Hybomys univittatus es una especie de roedor de la familia Muridae.

## Distribución geográfica
Se encuentra en Angola, Burundi, Camerún, República Centroafricana, República del Congo, República Democrática del Congo, Guinea Ecuatorial, Gabón, Nigeria, Ruanda, Uganda, Zambia.

## Hábitat
Su hábitat natural son: bosques subtropicales o tropicales  secos, bosques de tierras bajas húmedas y montañas subtropicales o tropicales húmedas 